# Focksta kvarn
Focksta kvarn är en hjulkvarn och tillika byggnadsminne i Focksta i Uppsala kommun i Uppsala län. 
Övervåningen på den nuvarande kvarnen byggdes på år 1881 men på platsen har det funnits en kvarn ända sedan 1300-talet (DMS), och sydväst om kvarnen har ett järnåldersgravfält påträffats. Kvarnen är belägen längs Sävaån på en plats där ån smalnar av och skapar en ravin. Till kvarnen hör också flera andra byggnader som en vattendriven såg, en smedja, en byggnad för tvätt och mangling, ett kvarnstall, en visthusbod samt mjölnarbostället som byggdes om till sitt nuvarande utseende år 1927. 
Kvarnen är tillsammans med de övriga byggnaderna sedan 2004 ett byggnadsminne enligt kulturmiljölagen. Motiveringen till beslutet är att Focksta kvarn med tillbyggnader utgör ett komplett, välbevarat och representativt exempel både på de vattendrivna sågar och kvarnar som förr var vanliga i Uppland, men också på hur en småskalig lantlig industri tedde sig under 1900-talets början.